# Orbilia

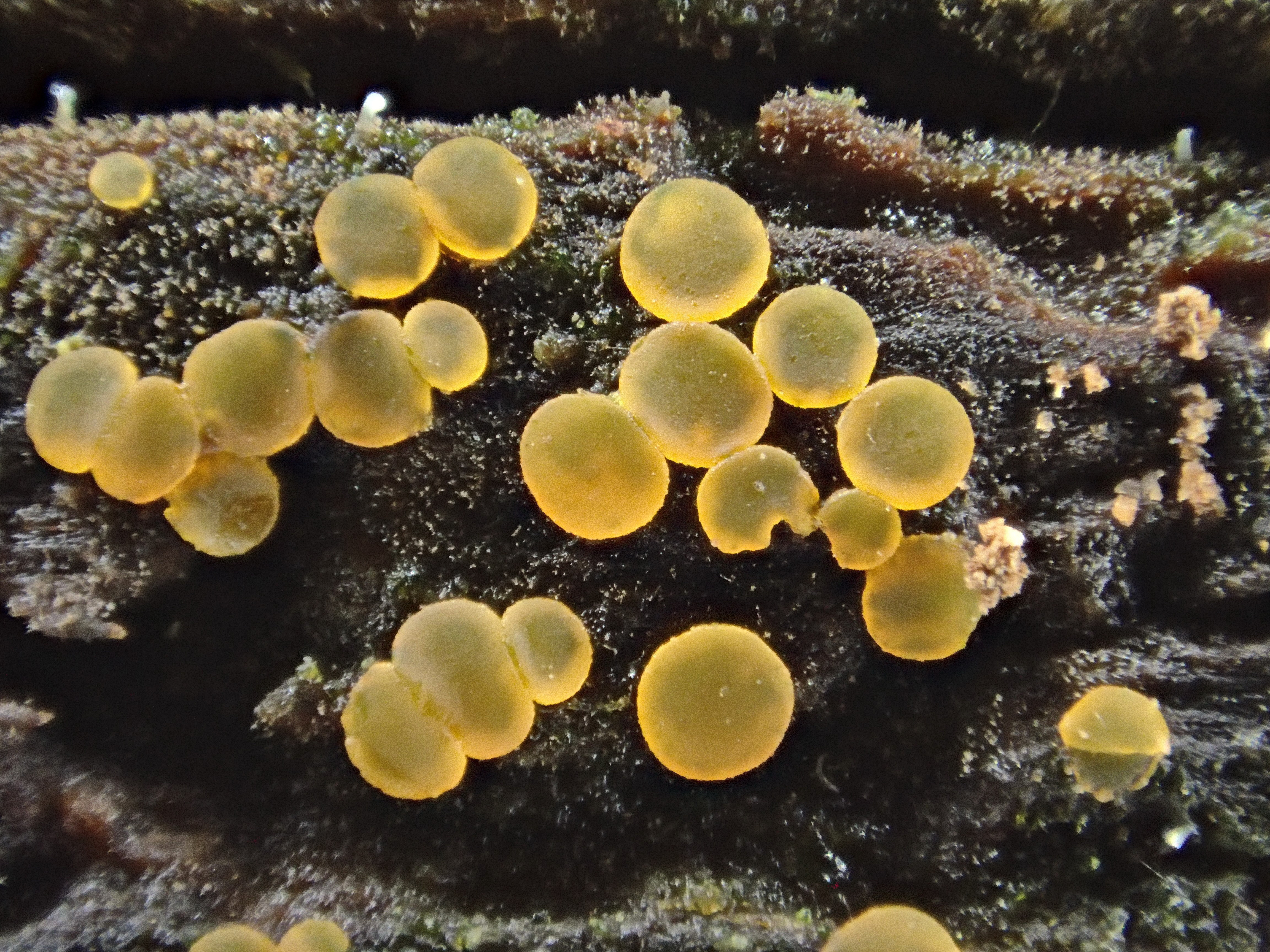
Orbilia xanthostigma

Orbilia Fr. (guziczka) – rodzaj workowców.

## Charakterystyka
Rodzaj Orbilia to najwcześniej utworzony takson w całej klasie Orbiliomycetes. Wraz z rodzajem Hyalorbilia są jedynymi rodzajami rodziny Orbiliaceae, u których znane jest rozmnażanie płciowe. U większości gatunków nie są znane anamorfy, prawdopodobnie są nimi gatunki zaliczane do innych rodzajów tej rodziny.
Przedstawiciele rodzaju Orbilia to grzyby saprotroficzne występujące na drewnie. Nie tworzą podkładek, lecz na grzybni od razu owocniki typu apotecjum o dyskoidalnym kształcie, zazwyczaj jaskrawo ubarwione lub hialinowe. Askospory małe (zwykle poniżej 10 × 1 μm), hialinowe i owalne lub elipsoidalne. Wiele gatunków ma parafizy zakończone guzkami i worki z widocznymi połączeniami strzępek.

## Systematyka i nazewnictwo
Pozycja w klasyfikacji według Index Fungorum: Orbiliaceae, Orbiliales, Orbiliomycetidae, Orbiliomycetes, Pezizomycotina, Ascomycota, Fungi.
Rodzaj Orbilia utworzył Elias Fries w 1836 r. Typu nomenklatorycznego nie wyznaczył. Lektotyp Orbilia xanthostigma (Fr.) Fr. 1849 (designated by Bachman, Ann. rep. Ohio State Acad. Sci. 5(no. 2): 57. 1909).
Synonimy: Cheilodonta Boud., Habrostictis Fuckel, Helicoon Morgan, Hyalinia Boud., Orbiliaster Dennis, Orbiliella Kirschst., Pseudotripoconidium Z.F. Yu & K.Q. Zhang.
Gatunki występujące w Polsce:
- Orbilia aprilis Velen. 1947[4]
- Orbilia auricolor (A. Bloxam) Sacc. 1889
- Orbilia carpoboloides (P. Crouan & H. Crouan) Baral 1994
- Orbilia clavispora (J. Chen, L.L. Xu, B. Liu & Xing Z. Liu) Baral, E. Weber, P. Perz & G. Marson 2020[4]
- Orbilia clavuliformis Baral & G. Marson 2020[4]
- Orbilia coccinella Fr. 1849
- Orbilia comma Graddon 1977[4]
- Orbilia concoloris Baral & G. Marson 2020Orbilia crocina (Mont. & Fr.) Sacc. 188
- Orbilia crenatomarginata (Höhn.) Sacc. & Trotter 1913[4]
- Orbilia crocina (Mont. & Fr.) Sacc. 1889[4]
- Orbilia curvatispora Boud. 1888
- Orbilia cyathea Velen. 1934[4]
- Orbilia eucalypti (W. Phillips & Harkn.) Sacc. 1889[4]
- Orbilia euonymi Velen. 1934[4]
- Orbilia fabacearum Baral & G. Marson 2020[4]
- Orbilia filiformis Baral, E. Weber & P. Perz 2020[4]
- Orbilia fraxini Baral & P. Perz 2020[4]
- Orbilia leucostigma (Fr.) Fr. 1849
- Orbilia luteorubella (Nyl.) P. Karst. 1870
- Orbilia mammillata (S.M. Dixon) Baral & E. Weber 2020[4]
- Orbilia ocellata Baral, G. Marson & E. Weber 2020[4]
- Orbilia oligospora (Fresen.) Baral & E. Weber 2020[4]
- Orbilia orientalis (Raitv.) Baral 1999[4]
- Orbilia oxyspora (Sacc. & Marchal) E. Weber & Baral 2020[4]
- Orbilia pannorum J. Schröt. 1893
- Orbilia phragmotricha Baral, E. Weber & L.G. Krieglst. 2007[4]
- Orbilia pleistoeuonymi Baral & P. Perz 2020[4]
- Orbilia quaestiformis Baral & G. Marson 2020[4]
- Orbilia rubella (Pers.) P. Karst. 1871
- Orbilia sarraziniana Boud. 1885
- Orbilia septispora Baral 1989[4]
- Orbilia subtrapeziformis Baral, E. Weber & G. Marson 2020[4]
- Orbilia succinea (Fr.) Quél. 1886[4]
- Orbilia trapeziformis Baral & G. Marson 2020[4]
- Orbilia vinosa (Alb. & Schwein.) P. Karst. 1871
- Orbilia xanthostigma (Fr.) Fr. 1849 – guziczka brodawkowanozarodnikowa
- Orbilia xanthoguttulata Baral 2014[4]

Nazwy naukowe według Index Fungorum. Wykaz gatunków według M.A. Chmiel (bez przypisów) i innych (oznaczone przypisami).